# Qazaxyolçular
Qazaxyolçular är en ort i Azerbajdzjan.   Den ligger i distriktet Daşkəsən Rayonu, i den västra delen av landet, 300 km väster om huvudstaden Baku. Qazaxyolçular ligger 1 643 meter över havet och antalet invånare är 346.
Terrängen runt Qazaxyolçular är kuperad. Närmaste större samhälle är Yukhary-Dashkesan, 6,9 km norr om Qazaxyolçular. 
Trakten runt Qazaxyolçular består till största delen av jordbruksmark. Runt Qazaxyolçular är det ganska glesbefolkat, med 31 invånare per kvadratkilometer.